# O’tôrgs-Kaisa Abrahamsson
Kajsa Birgitta ”O’tôrgs-Kaisa” Abrahamsson, född Andersson 6 maj 1959 i Söderhamns församling, är en svensk riksspelman och fiolspelare från Bergsjö i Nordanstigs kommun. Hennes folkmusikaliska hemvist är Nordanstig i norra Hälsingland. Hon har tilldelats Zornmärket i guld.
O’tôrgs-Kaisa berättar om och spelar låtar efter spelmän som Hultkläppen, Pusten, Katrina Lundstedt, Kolmo-Olle, Nisse Östman, Per Majström och Gammelbo-Lars Andersson. Hennes huvudinstrument är fiol, men hon spelar även durspel och nyckelharpa. 
O’tôrgs-Kaisa är medlem i gruppen Låta Myttje med Eiwor Kjellberg på fiol, Karin Hjelm, dragspel och Pär Engman på mandola och gitarr. En annan viktig spelkamrat är Hanna Tibell.
Till vardags arbetar O’tôrgs-Kaisa inom handikappomsorgen.

## Unga år
O’tôrgs-Kaisa ärvde vid elva års ålder en fiol efter en morbror och började att spela för John Eriksson i Delsbo följt av fiollektioner i kommunala musikskolan i Bergsjö. 1974 gick hon med i Nordanstigs spelmanslag som hon sedan blev lagledare för. I Bergsjö blev Helge Nilsson, Lennart Eriksson, Jan-Eric Lindh och Bengt Bykvist hennes främsta läromästare. Hon har också studerat för Jonas Röjås på Kapellbergs musikskola i Härnösand. 

## Utmärkelser
- Riksspelman 1978. Tilldelades Zornmärket i silver.[3]

- Zornmärket i guld 2004. Under riksspelmansveckan i Högbo bruk 2004 tilldelades O’tôrgs-Kaisa den högsta utmärkelsen, Zornmärket i guld, med motiveringen För mästerligt och personligt låtspel i hälsingetradition.[3][5]

- Spelstinamedaljör 2008. Delades ut i samband med folkmusikfestivalen i Torsåker, Gästrikland.[4]

## Diskografi
- 1982 – Unga spelmän från Hälsingland (album med låtbidrag från olika spelmän) (LP)
- 1985 – Åsa Jinder (Åsa Jinder) (LP)
- 1987 – Låtar efter Katrina Melinda Lundstedt (med Katrina Lundstedt) (MC)
- 1989 – Hembakade bitar (med Hanna Tibell, Mia Lindblom och Bo Lindelv) (MC)
- 1998 – From-Olle, Spelman från Järvsö (album med diverse spelmän) (CD)
- 1998 – I skymundan (med Låta Myttje) (CD)
- 2000 – Låtar i Grindstugan (album med låtbidrag från olika spelmän) (CD)
- 2002 – Ur gamla källor (CD)
- 2006 – Viller (Med Nordanstigs spelmanslag) (CD)
- 2006 – Låtar från Norrgimma (CD)

## Radioframträdanden
- 1983 – Hälsingelåtar (med O’tôrgs-Kaisa och Marica Andersson) (SR, P2)
- 1987 – Låta lite (Kaisa Andersson, Heléne Engberg och Mia Lindblom spelar låtar från Hälsingland och berättar för Ville Roempke) (SR, P2)
- 2000 – Filikromen (värd: Kalle Tiderman, gäst: O’tôrgs-Kaisa Abrahamsson) (SR, P2)
- 2005 – Filikromen (riksspelmanskonsert i Vara konserthus med Hanna Tibell, Karin Ohlsson och O’tôrgs-Kaisa Abrahamsson) (SR, P2)